# Rieneke Terink
Rieneke Terink (Doetinchem, 13 maart 1984) is een Nederlandse zwemster en houdster van het Nederlands record op de zowel de 400 meter vrije slag als de 400 meter wisselslag kortebaan. 

## Carrière
In de zomer van 2006 maakte zij, tijdens de Europese kampioenschappen zwemmen 2006 in Boedapest, haar internationale debuut als lid van de 4x200 meter vrije slag estafetteploeg. Samen met Linda Bank, Manon van Rooijen en Femke Heemskerk werd ze in de series uitgeschakeld.
Ze nam ook deel aan de time-trials tijdens de Europese kampioenschappen zwemmen 2008 in Eindhoven, hier probeerde Terink deelname aan de Olympische Spelen 2008 af te dwingen op de 4x200 meter vrije slag, ze voldeed echter niet aan de kwalificatie-eis. In het najaar van 2008 maakte Terink veel progressie, ze verbeterde al haar persoonlijke records op de kortebaan. Tijdens de Open Nederlandse kampioenschappen kortebaanzwemmen 2008 verbeterde ze het Nederlands record op de 400 meter wisselslag daarnaast won ze ook nog goud op de 400 meter vrije slag en zilver op de 200 meter vrije slag en de 200 meter wisselslag.
Tijdens de Amsterdam Swim Cup 2009 wist Terink zich niet te plaatsen voor de wereldkampioenschappen zwemmen 2009. Op de Open Nederlandse kampioenschappen zwemmen 2009 veroverde ze de Nederlandse titel op de 400 meter wisselslag, daarnaast verbeterde ze haar persoonlijke records op de 100, 200 en 400 meter vrije slag en de 200 en de 400 meter wisselslag. Op de wereldbekerwedstrijd in Berlijn verbeterde ze het Nederlands record op de 400 meter vrije slag. Tijdens de Open Nederlandse kampioenschappen kortebaanzwemmen 2009 in Amsterdam verbeterde ze haar eigen Nederlands record op de 400 meter wisselslag.
Op de Europese kampioenschappen kortebaanzwemmen 2010 in Eindhoven eindigde Terink als zesde op de 200 meter vrije slag, op de 400 meter vrije slag werd ze uitgeschakeld in de series.
In Szczecin nam ze deel aan de Europese kampioenschappen kortebaanzwemmen 2011. Op dit toernooi eindigde ze als vijfde op de 200 meter vrije slag en als zesde op de 400 meter vrije slag, samen met Tamara van Vliet, Ilse Kraaijeveld en Maud van der Meer eindigde ze als vierde op de 4x50 meter wisselslag.

## Internationale toernooien
| Jaar | Olympische Spelen | WK langebaan  | WK kortebaan  | EK langebaan                     | EK kortebaan                                              |
| ---- | ----------------- | ------------- | ------------- | -------------------------------- | --------------------------------------------------------- |
| 2006 |                   |               | geen deelname | 11e 4x200m vrije slag            | geen deelname                                             |
| 2007 |                   | geen deelname |               |                                  | geen deelname                                             |
| 2008 | geen deelname     |               | geen deelname | Terink zwom enkel de time-trials | geen deelname                                             |
| 2009 |                   | geen deelname |               |                                  | geen deelname                                             |
| 2010 |                   |               | geen deelname | geen deelname                    | 6e 200m vrije slag 9e 400m vrije slag                     |
| 2011 |                   | geen deelname |               |                                  | 5e 200m vrije slag 6e 400m vrije slag 4e 4x50m vrije slag |

## Persoonlijke records
Bijgewerkt tot en met 11 december 2011

### Kortebaan
| Afstand         | Tijd       | Datum            | Plaats    |
| --------------- | ---------- | ---------------- | --------- |
| 100m vrije slag | 54,83      | 25 oktober 2009  | Aken      |
| 200m vrije slag | 1.55,70    | 11 december 2011 | Szczecin  |
| 400m vrije slag | NR 4.03,47 | 15 november 2009 | Berlijn   |
| 200m wisselslag | 2.12,41    | 18 december 2009 | Amsterdam |
| 400m wisselslag | NR 4.36,91 | 20 december 2009 | Amsterdam |

### Langebaan
| Afstand         | Tijd    | Datum           | Plaats    |
| --------------- | ------- | --------------- | --------- |
| 100m vrije slag | 56,90   | 20 maart 2011   | Eindhoven |
| 200m vrije slag | 2.00,46 | 13 juni 2009    | Eindhoven |
| 400m vrije slag | 4.13,10 | 2 december 2011 | Eindhoven |
| 200m wisselslag | 2.17,20 | 12 juni 2009    | Eindhoven |
| 400m wisselslag | 4.50,27 | 14 juni 2009    | Eindhoven |